# Kendra Sinclaire
Kendra Sinclaire (Los Ángeles, California; 12 de febrero de 1990) es una actriz pornográfica transexual estadounidense.

## Biografía
Kendra Sinclaire nació en la ciudad de Los Ángeles (California) el 12 de febrero de 1990. Ingresó en la industria del porno en 2013, con 23 años de edad, siendo su primera película Transsexual Cheerleaders 15, donde compartió escenas con su compañera Nina Lawless.
En 2016, 2017 y 2018 estuvo nominada en los Premios AVN en la categoría fan de Mejor artista transexual.
Ha rodado más de 60 películas.
Algunas películas suyas son Rogue Adventures 41, Trans-Visions 5, Transsexual Cheerleaders 15, TS Factor 5, TS Factor All Stars - Just Girls o TS Playground 17.

## Premios y nominaciones
| Año  | Ceremonia                  | Resultado | Premio                               | Trabajo     |
| ---- | -------------------------- | --------- | ------------------------------------ | ----------- |
| 2016 | Premios AVN                | Nominada  | Premio Fan: Mejor artista transexual | —           |
| 2016 | Premios XBIZ               | Nominada  | Artista transexual del año           | —           |
| 2017 | Premios AVN                | Nominada  | Premio fan: Mejor artista transexual | —           |
| 2017 | Transgender Erotica Awards | Nominada  | Mejor escena                         | TS Factor 5 |
| 2018 | Premios AVN                | Nominada  | Premio fan: Mejor artista transexual | —           |
| 2018 | Transgender Erotica Awards | Nominada  | Best Solo Model                      | —           |